# Кулачний бій

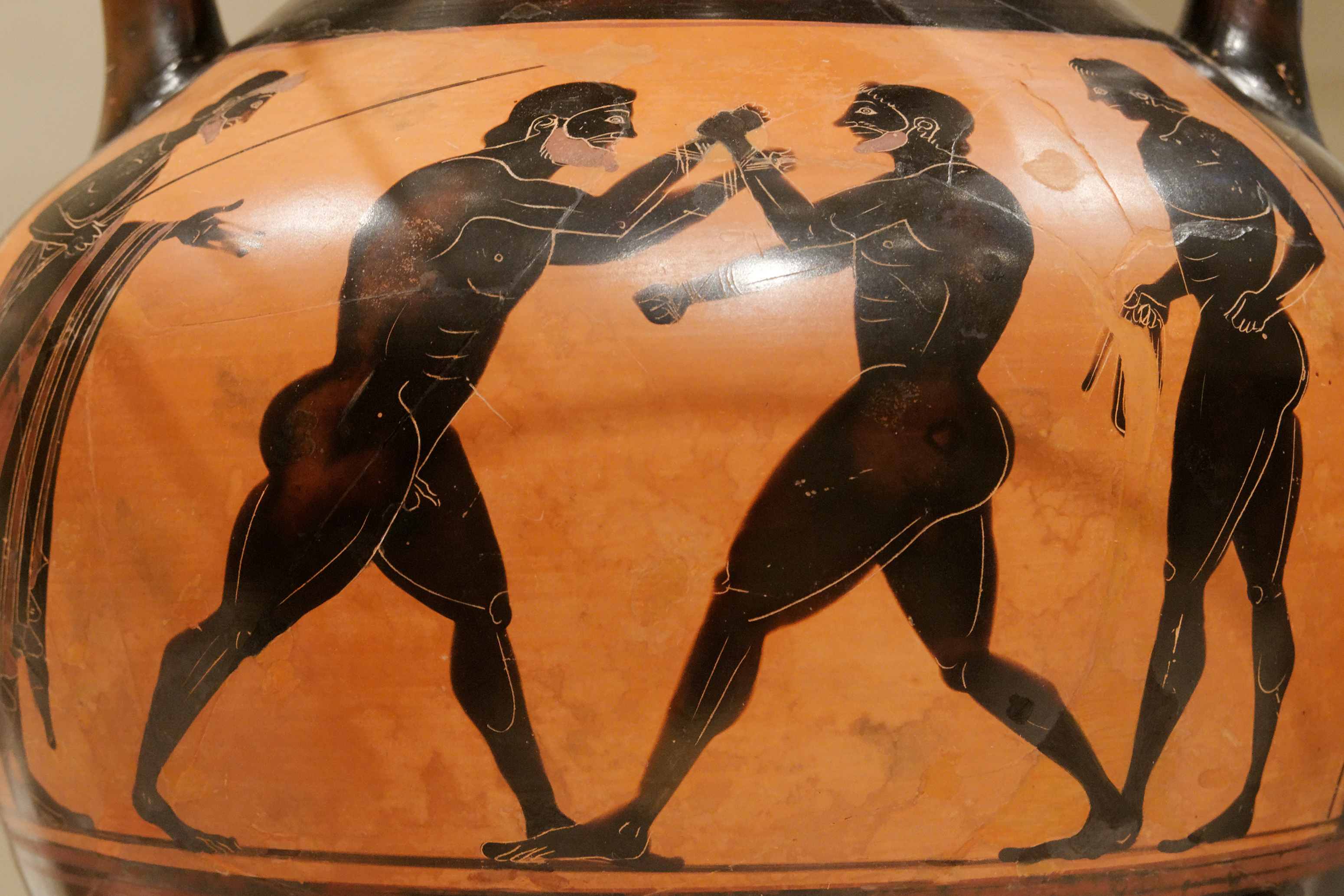
Вазопис. Кулачний бій

Кулачний бій (грец. πυγμαχία, pygmachia; лат. puligatio) — військово-спортивні змагання в Стародавній Греції. За легендою свій початок беруть від міфічних героїв Геракла і Тесея. Разом із боротьбою входили до програми Олімпійських ігор. Аналог сучасного боксу.

## Історія

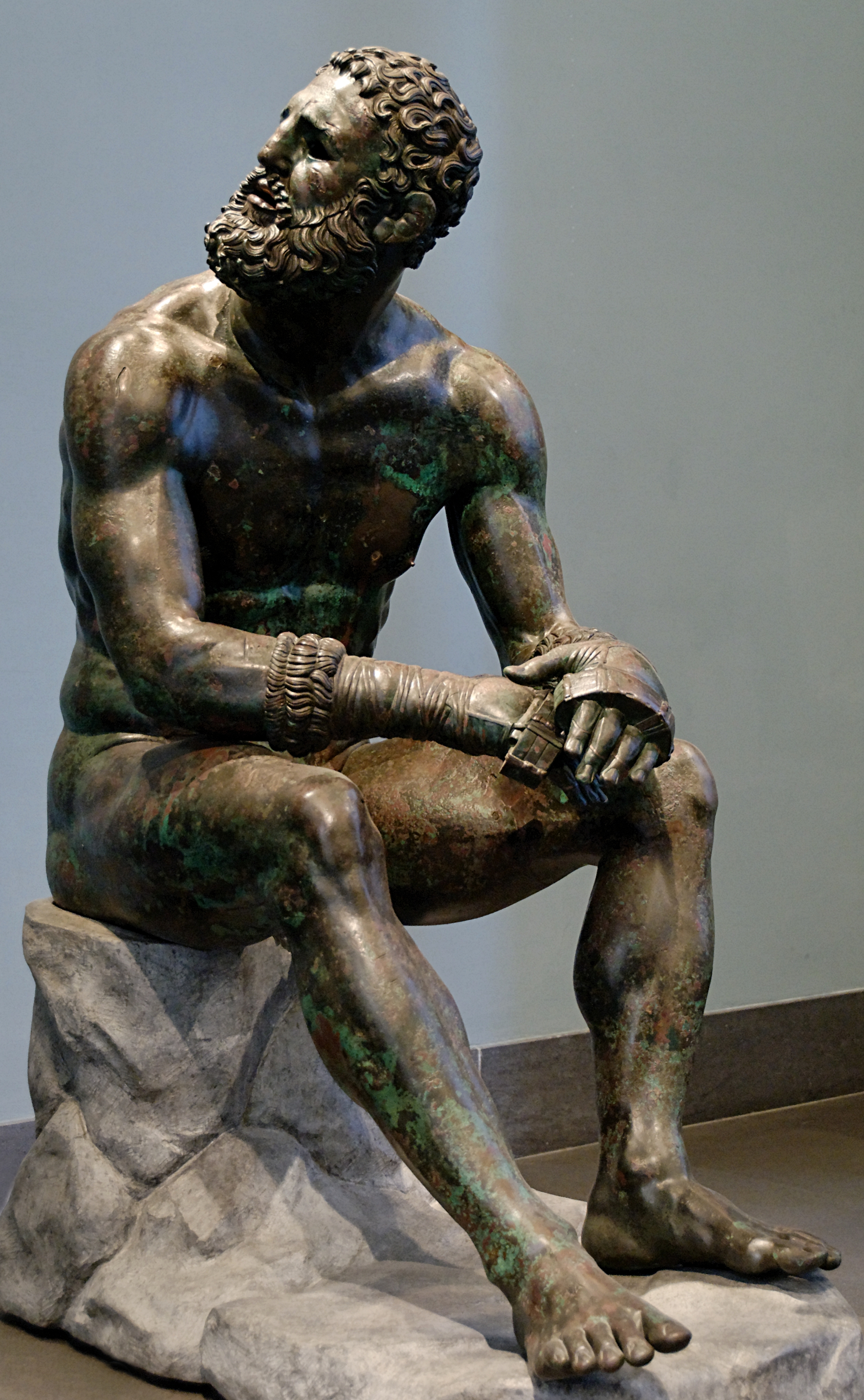
Боксер із Квірінала, еллінська бронзова скульптура

Сцени кулачного бою, зображені на стінах гробниць фараонів, підтверджують, що цей вид єдиноборства існував і в Давньому Єгипті. До нас дійшли зображення кулачного бою епохи крито-мікенської культури, що передувала розвитку грецької держави.
Пигмахія відома в давніх греків ще з Мінойського періоду. Можливо, початок первинному боксу поклали стародавні критяни. Згодом з огляду на значущість тогочасного Криту традиції пигмахії було перейнято містами-державами ахейців. Перша письмова згадка про цей вид спорту є в творі «Іліада» Гомера.
У 688 році кулачний бій було включено до переліку змагань на Олімпійських іграх. Першим переможцем став Ономаст з іонійського міста Смірна.
На XLI Олімпійських іграх в 616 році до н.е. до програми змагань було включено юнацький кулачний бій. Першим чемпіоном серед юнаків став Філітас з Сівару на Сицилії.
За деякими відомостями олімпійський чемпіон з боксу отримував 500 драхм і довічне забезпечення харчуванням.
В Стародавньому Римі кулачний бій перетворився на видовище для плебсу і проводився на аренах амфітеатрів. Для збільшення руйнівної сили кулака застосовувалися різні способи його озброєння (цести і т. д.).

## Правила
За античними джерелами, ці правила допускали велику жорстокість сутички, ніж сучасні. Для того, щоб бути допущеним до змагань, вільнонароджений грек повинен був представити доказ того, що він протягом останніх 10 місяців готувався до ігор, повсякденно вправляючись. Крім цього, кожен учасник повинен був за місяць до початку ігор прибути до Олімпії, і протягом 1 місяця проходити випробування в олімпійській гімназії, за власний рахунок.
За дотриманням правил стежив суддя — гелладонік. Були відсутні вагові категорії, не було раундів, як в сучасному боксі. Судді обиралися з осіб не молодше 40 років і повинні були добре знати техніку бою та умови змагань. На всіх малюнках кулачного бою гелладоніки зображуються з лозою, розгалуженою на кінці, ударами якої вони втручалися в дії бійців або розтягували їх.
Кулачні бійці вели бій у випрямленій стійці. Від них в основному була потрібна швидкість і спритність.
Бій вівся на огородженому квадратному майданчику, підлогу посипали піском. Переможцем вважався той, хто змушував суперника до визнання поразки або збивав його додолу так, що той не міг більше підвестися. Зазвичай змагання проводилися до тих пір, поки один із супротивників не подавав сигнал про здачу — піднімав вгору руку.
Якщо бій затягувався і не можна було визначити переможця, за згодою суперників суддя призначав «клімакс», на кшталт сучасного 11-метрового удару в футболі. За жеребом один з суперників мав стати і, не прикриваючись, прийняти удар. Якщо він його витримував, то на тих же умовах сам бив супротивника. Кількість таких ударів не обмежувалася.
Кулачний бій допускав удари нижче пояса, по потилиці, в пах тощо. Водночас заборонялося хапання суперника, застосування борцевих прийомів. Згодом він ставав більш жорстким за рахунок вживання дедалі більш твердих ремінців на руці.

## Тренування
Літературні пам'ятники, малюнки дають нам досить повні відомості про правила ведення кулачного бою в Стародавній Греції, про методи тренування бійців.
Тренування відбувалися у спеціальному приміщенні — палестрі. Палестра була замкнутою колонадою без даху, усередині якого знаходився зал для вправ. Підлога в палестрі була земляною. Навколо цього залу поміщалися невеликі криті кімнати для обмивання, відпочинку, натирання маслом і піском, жертвоприношень і т.д., спортсмени відпрацьовували техніку на мішках (korykos), зроблений з овечої шкури, що вивернутио шерстю всередину, і наповнений фініковими кісточками. Він підвішувався на висоті голови і служив для вправ в ударах. Широко застосовувалися вправи в бою з тінню, досить поширеними вправами були риття землі та мотиження.
На тренуваннях бійці використовували рукавички з м'яких ременів, голову захищали маскою з навушниками, яка, ймовірно шилася з м'якої шкіри з підкладкою.

## Рукавичка
До кінця IV ст. до н.е. бійці використовували найбільш просту форму рукавички, звану мейліхай, руки бинтували триметровими ременями з м'якої бичачої шкіри, сиром'ятної або просто змащену жиром для додання їй м'якості. Насправді ж ці ремені були далеко не м'якими і функція їх була подібна функції сучасних бинтів - захист рук від пошкоджень. Зображення на древніх амфорах показують кілька способів бинтування рук. Найчастіше бинтували тільки чотири пальці, потім передпліччя. Філактерії використовувалися, скоріше, для посилення удару, ніж для його пом'якшення. Метод бинтування кулака полягав у обмотування ременя навколо чотирьох пальців (їх засовували в петлю так, щоб була можливість стиснути кулак), далі по діагоналі через зовнішню частину долоні, потім кілька разів навколо кисті. Петля утримувалася в такому положенні шнуром, закріпленим навколо передпліччя. Іноді філактерії прямували трохи вище по передпліччя, причому великий палець залишався незабінтованним (сучасні ж боксери бинтують його особливо ретельно).
Швидше за все, існувало кілька способів зав'язування, оскільки на стародавніх вазах процес бинтування зображений начинающимся з передпліччя та інколи з пальців. Однак мейлікай все ж був єдиним способом озброєння кулака на Олімпійських іграх. У VI столітті до н.е. з'явилося зовсім нове озброєння кулака, зване сфайраєм(від грец. «Куля»), що мали кулясту форму і використовувались боксерами-професіоналами, уявлення про який дає скульптура сидячого давньогрецького кулачного бійця — Аміна. Ці перші рукавички складалися з двох частин: самої рукавички і шкіряного кільця, що оточував суглоби. Кільце було завширшки близько 2,5 см і затовшки 0,25 см. Рукавичка доходила до половини передпліччя і закінчувалася товстої смужкою з овечої шкіри (з руном), призначенням якої, без сумніву, був захист руки від пошкоджень, удар такої рукавички по дії дорівнює удару сучасного кастета. Якщо функція мейліхай була лише охороняти кисть від травм, то сфайрай призначався для збільшення ударної сили.
Після завоювання римлянами Греції, з'явилися важкі римські рукавички зі свинцем і залізом, що називалися цестами, а потім мірмекс — важка рукавичка з шипами.
Використання свинцю і заліза в рукавичках є римським винаходом. Про це говорять творіння римських поетів і малюнки ваз. На Олімпійських іграх такі рукавички не використовувалися, вони могли застосовуватися тільки в гладіаторських боях, що проводилися в тих частинах Греції, які були під владою Риму.
Ідея додавання в рукавички заліза і свинцю згубно відбилася спортивній культурі того часу: неосвічені в мистецтві кулачного бою, римляни вирішили, що сила атаки повинна бути збільшена вагою рукавички. Вони не брали грецьку методику, сенс якої був у тому, що різкий і швидкий удар дає більший ефект, ніж повільний і важкий. Чим більша вага рукавички, тим більше травматичним і в той же час повільним виходить удар.
Ще один вид римських рукавичок являв собою тверду кулю, на тильній стороні якої були зубці. Рука була захищена рукавом з овечої шкури, які доходили до самого плеча і укріпленим ремінцем.